# 克拉马罗夫陨石坑
克拉马罗夫陨石坑（Kramarov）是位于月球背面赤道附近的一座小撞击坑，
其名称取自前苏联宇航研究协会创始人之一—格里戈里·莫伊谢耶维奇·克拉马罗夫（1887年-1970），1991年国际天文学联合会正式接受。

## 描述
该陨坑西北毗邻毗邻格拉乔夫陨石坑、西北靠近楞次陨石坑，库代陨石坑和罗威尔环形山分别位于它的东南偏东和西南偏南，往南则依次分布了科迪勒拉山脉、鲁克山脉及东方海。该陨坑中心月面坐标为2°18′S 98°48′W / 2.3°S 98.8°W，直径21.05公里，深约1.804公里。
克拉马罗夫陨石坑位于科迪勒拉山脉以北，坐落在嶙峋崎岖的东方海撞击盆地喷发物围裙区上，其外观呈圆碗状，西侧边缘向外突出。陨坑壁沿清晰、尖峭，内侧壁较为平整。坑壁最大高出周边地形800米，内部容积约有271.20立方千米。坑底面积较大，直径约为坑口的三分之二，但表面凹凸不平。
该陨坑位于月球正面月盘西侧边沿后，有时通过月球摄动可很容易地观察到它。
在1991年国际天文学联合会正式命名前，该陨坑曾被称作卫星坑楞次 K，它的东南则是楞次陨石坑的另一座卫星坑楞次 J。

## 另请参阅
- Andersson, L. E.; Whitaker, E. A. . NASA RP-1097. 1982.
- Blue, Jennifer. . USGS. July 25, 2007  [2007-08-05]. （原始内容存档于2018-12-25）.
- Bussey, B.; Spudis, P. . New York: Cambridge University Press. 2004. ISBN 978-0-521-81528-4.
- Cocks, Elijah E.; Cocks, Josiah C. . Tudor Publishers. 1995. ISBN 978-0-936389-27-1.
- McDowell, Jonathan. . Jonathan's Space Report. July 15, 2007  [2007-10-24]. （原始内容存档于2018-12-25）.
- Menzel, D. H.; Minnaert, M.; Levin, B.; Dollfus, A.; Bell, B. . Space Science Reviews. 1971, 12 (2): 136–186. Bibcode:1971SSRv...12..136M. doi:10.1007/BF00171763.
- Moore, Patrick. . Sterling Publishing Co. 2001. ISBN 978-0-304-35469-6.
- Price, Fred W. . Cambridge University Press. 1988. ISBN 978-0-521-33500-3.
- Rükl, Antonín. . Kalmbach Books. 1990. ISBN 978-0-913135-17-4.
- Webb, Rev. T. W.  6th revised. Dover. 1962. ISBN 978-0-486-20917-3.
- Whitaker, Ewen A. . Cambridge University Press. 1999. ISBN 978-0-521-62248-6.
- Wlasuk, Peter T. . Springer. 2000. ISBN 978-1-85233-193-1.